# Ponte radio

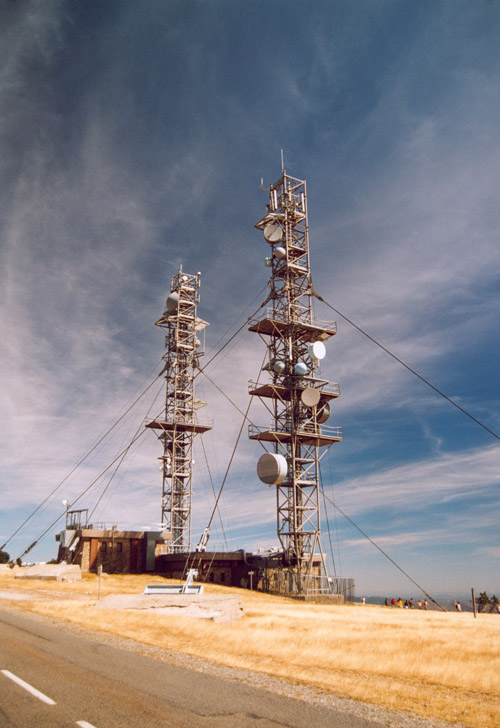
Antenne di Ponti Radio sul Mont Aigoual, Cévennes (Francia)

In telecomunicazioni il termine ponte radio si utilizza per indicare una connessione wireless a radiofrequenza o microonde tra punti normalmente fissi (radiocollegamento), realizzata a mezzo di una opportuna infrastruttura di telecomunicazioni, al fine di trasmettere a distanze altrimenti non raggiungibili informazioni di fonia, video o dati opportunamente modulati, sotto forma di una radiocomunicazione. Rappresentano spesso le strutture portanti della rete di trasporto wireless a supporto della radiodiffusione e telediffusione.

## Descrizione

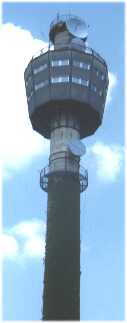
Antenne di test dei ponti radio sulla antica torre della Telettra a Vimercate

I ponti radio sfruttano la propagazione delle onde elettromagnetiche nello spazio libero o occupato da un mezzo non totalmente opaco alle lunghezze d'onda utilizzate (radiopropagazione), grazie all'utilizzo di antenne (tipicamente antenne direzionali di tipo parabolico) per l'irradiazione e la ricezione elettromagnetica, poste su appositi tralicci o torri sia in trasmissione che in ricezione in aggiunta a trasmettitore e ricevitore, agli estremi del radiocollegamento o nelle eventuali tratte interne di trasporto dove l'intero blocco ricetrasmissivo assume la funzionalità logica tipica di "ripetitore" del segnale.
Un ponte radio tipicamente può essere: 
- "terrestre", se si appoggia ad infrastrutture poste sulla superficie terrestre;
- "aereo", se si appoggia provvisoriamente ad un velivolo in volo in quota;
- "satellitare", se si appoggia sui satelliti artificiali in orbita e le relative telecomunicazioni satellitari.

Ciascuno di questi può trasmettere in maniera analogica o digitale con la seconda ormai definitivamente affermatasi per i suoi vantaggi trasmissivi.

### Vantaggi
I vantaggi di tale tecnica di radiocollegamento, comuni a tutte le forme di radiocomunicazione, sono ovviamente l'abolizione del cablaggio e quindi l'abbattimento di costi iniziali di investimento e dei tempi di installazione rispetto ad un sistema cablato, con il superamento della "linea di vista" quando si è in presenza di ostacoli fisici quali ad esempio montagne o il limite imposto dalla curvatura terrestre e con la possibilità di amplificare o rigenerare il segnale attenuato oltre una certa distanza fisica dall'emettitore.

### Tipologie

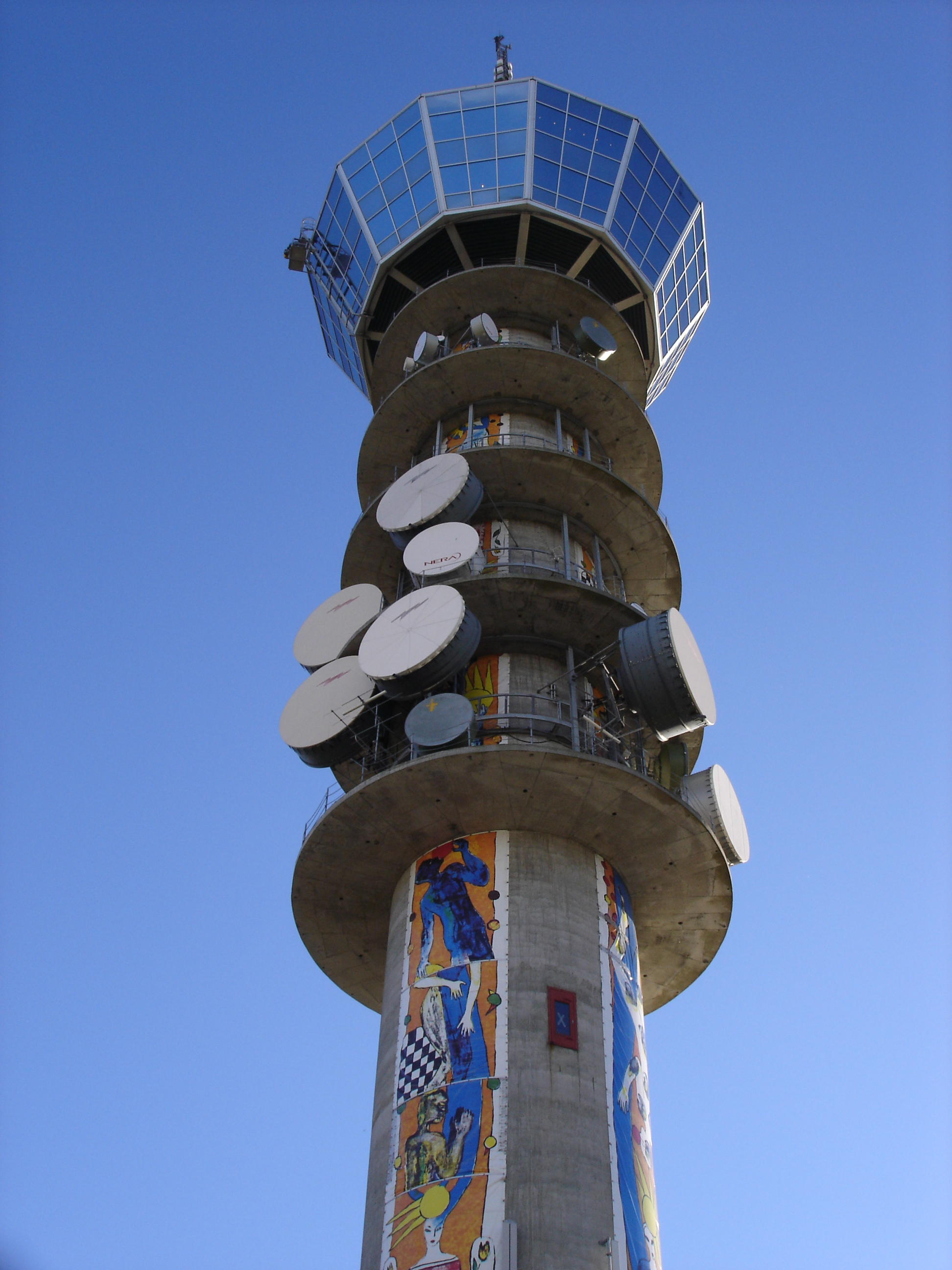
Torre antenna

Oltre al trasmettitore iniziale e al ricevitore finale, in generale esistono due tipologie di ripetitori: ripetitori trasparenti e ripetitori rigenerativi: i primi attuano la sola funzione di amplificazione del segnale, i secondi attuano invece funzionalità di rigenerazione (reshaping) del segnale ovvero aggiungono operazioni di filtraggio dopo adeguata demodulazione del segnale e successiva rimodulazione. I secondi sono naturalmente più complessi e costosi dei primi.
Il termine ripetitore passivo indica invece un particolare tipo di ripetitore, utilizzato per poter superare ostacoli naturali che ostruirebbero la linea di vista tra due terminali radio, senza operare alcun tipo di amplificazione o rigenerazione operando quindi in maniera del tutto passiva. Esso consiste dunque in una coppia di antenne opportunamente collocate che ricevono e ritrasmettono il segnale cambiandone solamente la direzione. 
Può essere collocato in punti elevati ovviando all'installazione di apparati elettronici che richiederebbero energia e la cui manutenzione risulterebbe complicata e costosa. In casi particolari, normalmente con angoli di ripetizione inferiori ai 90°, si può utilizzare uno specchio metallico con area di diversi metri quadrati opportunamente orientato, invece di due antenne accoppiate. In alcuni casi particolarmente critici per la presenza di ostacoli difficilmente superabili, si può utilizzare l'inserimento di doppi o addirittura tripli ripetitori passivi. La tecnica risulta particolarmente vantaggiosa se il punto di ripetizione passiva è vicino a uno dei due terminali attivi, in modo da ridurre le perdite totali del collegamento.

### Frequenze utilizzate
Gli intervalli di frequenze elettromagnetiche utilizzabili per i ponti radio commerciali, vanno dai MHz ormai alle decine di GHz, e sono regolati in ogni paese dalle autorità competenti per ordinare e garantire una trasmissione senza interferenze e quindi con un livello di qualità opportuno (vedi banda radio). Al momento non esistono sistemi commerciali per frequenze superiori agli 80 GHz, mentre le frequenze più utilizzate sono quelle fra i 4 GHz e i 38 GHz.
A livello internazionale la UIT (Unione Internazionale delle Telecomunicazioni, in inglese ITU) regola le porzioni di spettro radio in modo da permettere una massima omogeneità degli usi in tutti i paesi, e quindi anche lo sviluppo di prodotti commerciali di basso costo che possono essere venduti nei vari paesi.

### Modulazione
I ponti radio possono implementare sia trasmissioni di tipo analogiche sia trasmissioni di tipo digitali. Le tecniche di trasmissione in ponte radio digitale disponibili commercialmente permettono oggi (2015) la trasmissione con una complessità di modulazione numerica fino a 1024, 2048 fino a 4096 simboli differenti (ogni simbolo ha una differente fase e/o ampiezza dell'onda elettromagnetica impiegata, come previsto dalla modulazione QAM), corrispondenti ad una efficienza spettrale di trasmissione teorica di 10, 11 o 12 bit/s per ogni Hertz di spettro elettromagnetico utilizzato.
Tecniche ancora più sofisticate permettono la trasmissione simultanea su due polarizzazioni ortogonali dell'onda radio, orizzontale e verticale, in modo da raggiungere efficienze doppia (esempio 24 bit/s per Hertz, con una doppia modulazione 4096 simboli per polarizzazione). Naturalmente dato che le antenne normalmente non consentono una separazione sufficiente delle due polarizzazioni in tutte le condizioni del mezzo di trasmissione, occorre normalmente l'utilizzo di dispositivi di cancellazione delle interferenze reciproche dei due segnali per ottenere queste efficienze massime.
Le efficienze massime si vedono poi normalmente ridotte di una certa percentuale (generalmente un 10-20%) data la necessità di utilizzare una parte della capacità per introdurre segnali ridondanti al fine di correggere gli errori di trasmissione con tecniche di rivelazione e correzione d'errore (codifica di canale).

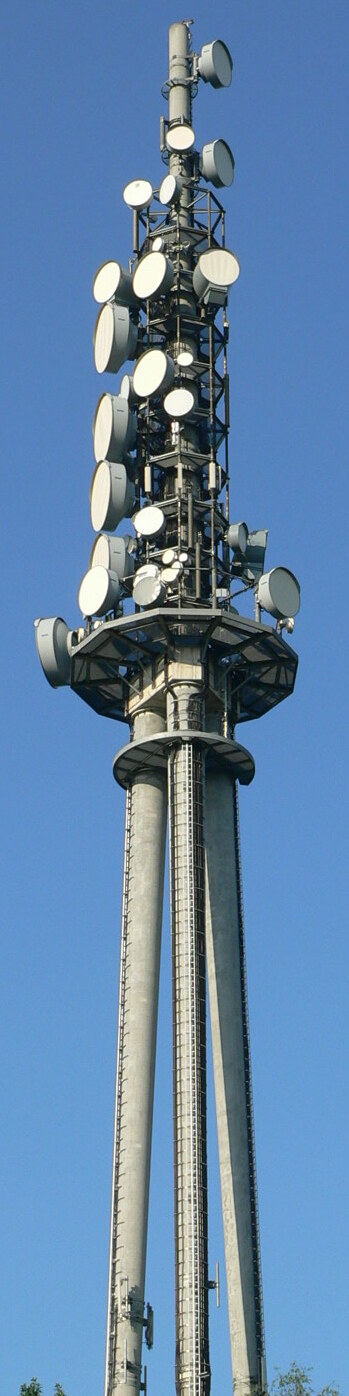
Antenne di Ponti Radio a Stoccarda

#### Modulazione adattativa
Le ultime novità tecnologiche disponibili in prodotti commerciali, includono la possibilità di controllare (variare) la complessità della modulazione, ad esempio passando da 4/16/32/64/128/512/1024/2048 o 4096 QAM, in funzione delle condizioni di propagazione disponibili in ogni momento della trasmissione. In tal modo si può garantire un'alta qualità di servizio (ad esempio una disponibilità del 99,999% del tempo) per i servizi prioritari anche quando la pioggia e gli altri fenomeni atmosferici impediscono l'uso di modulazioni e capacità più elevate.
D'altra parte, dato che questi fenomeni avversi avvengono solo durante una piccola frazione del tempo, il sistema radio può trasportare servizi meno prioritari ma con richiesta di banda notevoli con una disponibilità che rimane elevata (per esempio superiore al 99,9% del tempo), utilizzando le modulazioni più efficienti in modo adattativo.
Quando la modulazione adattativa si accoppia con il trasporto di segnali di tipo 'a pacchetto', per esempio informazioni con protocollo IP, si raggiunge la migliore ottimizzazione e la massima efficienza totale media, permettendo il miglior bilanciamento fra qualità, capacità e investimenti in infrastrutture costose come antenne di gran diametro.

### Multiplazione
In uscita dal trasmettitore e per tutta la tratta di trasporto i dati trasportati possono essere multiplati con tecniche tipiche quali PDH e SDH e poi demultiplati in ricezione, oppure essere trasmessi con modalità a pacchetti (Ethernet) in sistema radio più recenti. In diversi sistemi radio moderni i dati possono anche essere trasmessi con modalità mista TDM/Ethernet oppure in modalità full-ip con il protocollo MPLS.

### Limiti della radiopropagazione
Come in ogni forma di radiopropagazione tra i fattori che limitano la capacità di trasmissione vi sono attenuazioni dovute a fenomeni atmosferici come pioggia, riflessioni e ostruzioni dal terreno, vegetazione, edifici etc., disomogeneità delle caratteristiche di trasmissione delle onde elettromagnetiche nei diversi strati atmosferici, assorbimenti determinati da alcune molecole (ossigeno, vapor d'acqua, ...).
Con particolari schemi di modulazione usati congiuntamente nell'OFDM, le riflessioni diventano un fenomeno meno limitante per la trasmissione radio in ambiente NLOS (Non-line-of-sight, non in vista ottica).

### Tecniche di radiocollegamento
Oltre alla tecnica classica point to point semplice di radiocollegamento, per far fronte alle problematiche dell'aleatorietà della radiopropagazione dovuta alla mutevolezza delle condizioni o parametri fisici del canale radio è possibile ricorrere alle cosiddette tecniche in diversità. Queste tecniche consistono nell'instaurare due o più radiocollegamenti a supporto di uno stesso servizio in modo tale che in ricezione è possibile scegliere costantemente il radiocollegamento che si mantiene al di sopra di una soglia minima di qualità prefissata in termini di potenza utile del segnale aumentando così il più possibile il tempo di disponibilità del servizio offerto.
In particolare si distinguono tecniche in diversità di spazio in cui vengono installate due o più antenne poste in luoghi o posizioni verticali differenti sullo stesso traliccio in modo tale da sfruttare la possibile diversità di radiopropagazione in funzione del diverso spazio aereo percorso, e tecniche in diversità di frequenza in cui ciascun antenna irradia a frequenze differenti in modo tale da sfruttare la possibile diversità di radiopropagazione in funzione della frequenza dell'onda elettromagnetica portante del segnale trasmesso.

### Interferenze
Poiché i ponti radio utilizzano normalmente antenne ad alta direttività che permettono di concentrare in una direzione preferenziale (tipicamente verso il ricevitore distante) l'energia elettromagnetica generata dall'emettitore, e in maniera complementare di ricevere solo l'energia proveniente da una determinata direzione, in questo modo è possibile dunque minimizzare gli effetti di interferenza con altri sistemi di telecomunicazioni e riutilizzare quindi le stesse frequenze per trasmissioni simultanee nella stessa area geografica in direzioni diverse, opportunamente angolarmente separate.
Il problema dell'interferenza elettromagnetica è dunque meno sentito e meno gravoso rispetto ad altri sistemi di radiocomunicazione come le reti cellulari e i sistemi di radiodiffusione e telediffusione. D'altro canto però se i ponti radio non sono in genere sorgenti di grande interferenza, possono subire interferenza proprio da questi ultimi sistemi che diffondono i rispettivi segnali informativi in modalità broadcast. Ad ogni modo l'uso corretto dell'attribuzione e pianificazione della banda radio secondo le normative tecniche evita in prima approssimazione i problemi di interferenza tra sistemi, a meno di intermodulazione.

### Potenze emesse
In virtù della direzionalità dei fasci d'antenna i guadagni d'antenna sono abbastanza elevati e quindi abbastanza elevata sarà quindi anche l'intensità di energia elettromagnetica emessa nel fascio principale d'antenna.
In particolare i livelli massimi di potenza trasmissibile sono regolati dagli organismi competenti per evitare effetti negativi sulla popolazione (sotto forma di inquinamento elettromagnetico) che accidentalmente può essere illuminata dalle antenne trasmittenti. Di fatto si utilizzano normalmente pochi watt di potenza anche per trasmissioni di gran capacità, come quelle che in uno spettro di circa 28 MHz trasmettono oltre 400 Mb/s (al netto delle ridondanze) con l'uso di modulazioni a 1024 simboli e doppia polarizzazione, a distanze di diverse decine di chilometri, con antenne paraboliche di pochi metri di diametro.

### Capacità
La capacità disponibile alla trasmissione dipende dunque dallo spettro radio utilizzato, ovvero l'intervallo di frequenze o canale radio utilizzate, e dalla complessità della modulazione utilizzata cioè dalla cosiddetta efficienza spettrale. Infatti nello stesso intervallo di frequenze si può trasmettere una quantità maggiore d'informazione se viene utilizzata una maggior complessità di codifica delle informazioni.
La contropartita è che ad una maggior complessità corrisponde una minor robustezza della trasmissione (maggiori errori di trasmissione) che si risolve nella necessità di una maggiore potenza richiesta in trasmissione per aumentare il rapporto segnale/rumore (cosa peraltro limitata entro valori limiti di potenza), nell'incremento della complessità dell'elettronica utilizzata e nella maggior sensibilità alle possibili sorgenti di interferenza naturali o artificiali.
I limiti minimi di potenza ricevibile per ogni fissata capacità e modulazione, ovvero la sensibilità del ricevitore, sono teoricamente determinabili dagli inevitabili livelli di rumore elettronico nel ricevitore, il quale induce una probabilità d'errore Pe nella sequenza del segnale digitale ricevuto o equivalentemente una sua distorsione nel caso di segnali analogici.
Nelle ultime generazioni di sistemi radio sono state introdotte tecnologie di compressione delle informazioni trasmesse, per esempio di alcuni bytes dei pacchetti IP, che permettono una capacità 'equivalente' di trasmissione aumentata che può essere molto significativa specialmente in presenza di pacchetti IP di dimensioni ridotte.

### Progettazione
La progettazione di un ponte radio ovvero il suo dimensionamento si fa abitualmente ricorrendo a: 
1. scelta dei siti per i due terminali, e dimensionamento dell'altezza delle antenne, le quali devono tenere conto di eventuali fenomeni di copertura del segnale dovuti ad ostacoli fisici (vedi zona di Fresnel).
2. dimensionamento della potenza elettromagnetica in trasmissione attraverso il bilancio di radiocollegamento ovvero tenendo in debito conto tutte le attenuazioni e del livello minimo (soglia) necessaria al ricevitore per ricostruire correttamente il segnale trasmesso
3. dimensionamento dei diametri delle antenne e dell'eventuale necessità di diversità di frequenza, separazione delle antenne per raggiungere la qualità/disponibilità obiettivo

Le frequenze utilizzate saranno scelte in funzione della distanza da coprire a da eventuali possibili interferenze con altri sistemi di telecomunicazione.

## Ripetitori radioamatoriali
Esistono anche ponti radio usati a scopo radioamatoriale, per lo studio e la conoscenza radioelettrica e per comunicazioni a medie distanze tra due stazioni non collegabili direttamente tra di loro. Tali ponti sono ad esclusivo uso dei radioamatori e hanno una propria nomenclatura. Ad esempio, RU014 (RU7 nella vecchia nomenclatura) definisce un ponte radio radioamatoriale in UHF con frequenza 430,175 MHz e +1,6 MHz di shift.
| Denominazione ripetitore | Vecchia denominazione | Frequenza di uscita (Mhz) | Frequenza di ingresso (Mhz) |
| ------------------------ | --------------------- | ------------------------- | --------------------------- |
| RV46                     | RV                    | 145.575                   | 144.975                     |
| RV47                     | RVa                   | 145.5875                  | 144.9785                    |
| RV48                     | R0                    | 145.600                   | 145.000                     |
| RV49                     | R0a                   | 145.6125                  | 145.0125                    |
| RV50                     | R1                    | 145.625                   | 145.025                     |
| RV51                     | R1a                   | 145.6375                  | 145.0375                    |
| RV52                     | R2                    | 145.650                   | 145.050                     |
| RV53                     | R2a                   | 145.6625                  | 145.0625                    |
| RV54                     | R3                    | 145.675                   | 145.075                     |
| RV55                     | R3a                   | 145.6875                  | 145.0875                    |
| RV56                     | R4                    | 145.700                   | 145.100                     |
| RV57                     | R4a                   | 145.7125                  | 145.1125                    |
| RV58                     | R5                    | 145.725                   | 145.125                     |
| RV59                     | R5a                   | 145.7375                  | 145.1375                    |
| RV60                     | R6                    | 145.750                   | 145.150                     |
| RV61                     | R6a                   | 145.7625                  | 145.1625                    |
| RV62                     | R7                    | 145.775                   | 145.175                     |
| RV63                     | R7a                   | 145.7875                  | 145.1875                    |

| Denominazione ripetitore | Vecchia denominazione | Frequenza di uscita (Mhz) | Frequenza di ingresso (Mhz) |
| ------------------------ | --------------------- | ------------------------- | --------------------------- |
|                          | RU0                   | 430.000                   | 431.600                     |
|                          | RU0a                  | 430.0125                  | 431.6125                    |
| RU002                    | RU1                   | 430.025                   | 431.625                     |
| RU003                    | RU1a                  | 430.0375                  | 431.6375                    |
| RU004                    | RU2                   | 430.050                   | 431.650                     |
| RU005                    | RU2a                  | 430.0625                  | 431.6625                    |
| RU006                    | RU3                   | 430.075                   | 431.675                     |
| RU007                    | RU3a                  | 430.0875                  | 431.6875                    |
| RU008                    | RU4                   | 430.100                   | 431.700                     |
| RU009                    | RU4a                  | 430.1125                  | 431.7125                    |
| RU010                    | RU5                   | 430.125                   | 431.725                     |
| RU011                    | RU5a                  | 430.1375                  | 431.7375                    |
| RU012                    | RU6                   | 430.150                   | 431.750                     |
| RU013                    | RU6a                  | 430.1625                  | 431.7625                    |
| RU014                    | RU7                   | 430.175                   | 431.775                     |
| RU015                    | RU7a                  | 430.1875                  | 431.7875                    |
| RU016                    | RU8                   | 430.200                   | 431.800                     |
| RU017                    | RU8a                  | 430.2125                  | 431.8125                    |
| RU018                    | RU9                   | 430.225                   | 431.825                     |
| RU019                    | RU9a                  | 430.2375                  | 431.8375                    |
| RU020                    | RU10                  | 430.250                   | 431.850                     |
| RU021                    | RU10a                 | 430.2625                  | 431.8625                    |
| RU022                    | RU11                  | 430.275                   | 431.875                     |
| RU023                    | RU11a                 | 430.2875                  | 431.8875                    |
| RU024                    | RU12                  | 430.300                   | 431.900                     |
| RU025                    | RU12a                 | 430.3125                  | 431.9125                    |
| RU026                    | RU13                  | 430.325                   | 431.925                     |
| RU027                    | RU13a                 | 430.3375                  | 431.9375                    |
| RU028                    | RU14                  | 430.350                   | 431.950                     |
| RU029                    | RU14a                 | 430.3625                  | 431.9625                    |
| RU030                    | RU15                  | 430.375                   | 431.975                     |
| RU031                    | RU15a                 | 430.3875                  | 431.9875                    |
| RU098                    | RU16                  | 431.225                   | 432.825                     |
| RU099                    | RU16a                 | 431.2375                  | 432.8375                    |
| RU100                    | RU17                  | 431.250                   | 432.850                     |
| RU101                    | RU17a                 | 431.2625                  | 432.8625                    |
| RU102                    | RU18                  | 431.275                   | 432.875                     |
| RU103                    | RU18a                 | 431.2875                  | 432.8875                    |
| RU104                    | RU19                  | 431.300                   | 432.900                     |
| RU105                    | RU19a                 | 431.3125                  | 432.9125                    |
| RU106                    | RU20                  | 431.325                   | 432.925                     |
| RU107                    | RU20a                 | 431.3375                  | 432.9375                    |
| RU108                    | RU21                  | 431.350                   | 432.950                     |
| RU109                    | RU21a                 | 431.3625                  | 432.9625                    |
| RU110                    | RU22                  | 431.375                   | 432.975                     |
| RU111                    | RU22a                 | 431.3875                  | 432.9875                    |
| RU112                    | RU23                  | 431.400                   | 433.000                     |
| RU113                    | RU23a                 | 431.4125                  | 433.0125                    |
| RU114                    | RU24                  | 431.425                   | 433.025                     |
| RU115                    | RU24a                 | 431.4375                  | 433.0375                    |
| RU116                    | RU25                  | 431.450                   | 433.050                     |
| RU117                    | RU25a                 | 431.4625                  | 433.0625                    |
| RU118                    | RU26                  | 431.475                   | 433.075                     |
| RU119                    | RU26a                 | 431.4875                  | 433.0875                    |
| RU120                    | RU27                  | 431.500                   | 433.100                     |
| RU121                    | RU27a                 | 431.5125                  | 433.1125                    |
| RU122                    | RU28                  | 431.525                   | 433.125                     |
| RU123                    | RU28a                 | 431.5375                  | 433.1375                    |
| RU124                    | RU29                  | 431.550                   | 433.150                     |
| RU125                    | RU29a                 | 431.5625                  | 433.1625                    |
| RU126                    | RU30                  | 431.575                   | 433.175                     |
| RU127                    | RU30a                 | 431.5875                  | 433.1875                    |
| RU128                    | RU31                  | 431.600                   | 433.200                     |

## Ponti radio e fibra ottica
I ponti radio sono stati per molto tempo uno dei mezzi di trasmissione a distanza con maggior capacità nella rete di trasporto e dunque estremamente diffusi. Nel corso degli anni novanta, le fibre ottiche hanno superato largamente la capacità massima trasmissibile da sistemi in ponte radio, limitando di fatto il loro uso, specialmente nei paesi più sviluppati.
I ponti radio hanno mantenuto comunque una validità insuperata per tutti quei casi dove la rapidità di installazione e/o la moderata capacità di trasmissione richiesta rendono la fibra ottica una soluzione ancora inadeguata (es. zone impervie) o non necessaria. Come caso emblematico, la maggior parte delle connessioni di accesso alle stazioni radio base per la telefonia mobile, o per la connessione delle stazioni di radiodiffusione di segnali radio-televisivi terrestri, sono tuttora realizzate per mezzo di ponti radio.
Sistemi di trasporto in ponte radio continuano ad essere utilizzati in ambito militare, perché ritenuti a maggiore sicurezza in quanto non soggetti a incidenti o vandalismi come la rottura di un cavo, e in generale in tutti quei casi in cui le esigenze di traffico in una certa tratta della rete di trasporto sono appunto soddisfabili da sistemi wireless preesistenti anziché da nuovi sistemi cablati più costosi, divenendo così complementari alla rete cablata stessa. Laddove non sono dismessi possono essere utilizzati come ridondanza trasmissiva in caso di guasti o particolari criticità nella rispettiva tratta cablata.
Spesso però la sostituzione di un ponte radio con un cablaggio in fibra ottica, anche quando non strettamente necessario, rappresenta un'operazione di investimento a più lungo termine considerando i possibili aumenti di traffico nel tempo.

## Record
Il collegamento in ponte radio più lungo di cui si ha notizia è parte della connessione fra Port Sudan (Sudan) e Taif (Arabia Saudita) realizzato nel 1979 da Telettra. Il salto di 360 km attraversava il Mar Rosso tra le stazioni di Jebel Erba, 2179 m sul livello del mare (20°44'46,17" N 36°50'24,65" E, Sudan) e Jebel Dakka, 2 572 m (21° 5'36,89" N 40°17'29,80" E, Arabia Saudita). Fu realizzato nella banda di 2 GHz, con trasmettitori della potenza di 10 W (HT2), e con una combinazione di 4 antenne di 4,6 m di diametro in ciascun terminale, montate su torri appositamente costruite di 112 m. Permise la trasmissione di 300 canali telefonici più un segnale televisivo, con modalità analogica (FDM).